# Nordens Ortodoxa Apostoliska Kyrka
Nordens Ortodoxa Apostoliska Kyrka (NOAK); även benämnt 'Skandinaviens Dekanat - Kyivpatriarkatet', är en ortodox kyrka/kyrkoprovins verksam i Norden, men jurisdiktionellt en del av Ukrainas Ortodoxa Kyrka - Kievpatriarkatet.
NOAK inregistrerades juridiskt som kyrkosamfund 2015, då den största delen av den gammalkatolska Nordisk-katolska kyrkan (NKK) i Sverige, genom ett beslut av Ukrainsk-ortodoxa kyrkans Heliga synod i Kiev, upptogs som Skandinaviens Dekanat av Ukrainsk-ortodoxa kyrkan, det så kallade Kievpatriarkatet (UOC-KP), som är Ukrainas största trossamfund, med drygt 25 miljoner medlemmar, men flera av de ledande personer som bildade NOAK har varit verksamma i olika kyrkliga samfund i Sverige sedan mitten av 1990-talet. Likaså har Kievpatriarkatet varit representerat i Sverige under olika perioder sedan början av 1990-talet, även om man först alltså sedan 2015 fått en mer långvarig och stabil ledning, med flera inhemska präster och flera församlingar i Norden.

## Om samfundet
NOAK betraktar sig som en all-ortodox kyrka, men betjänar främst svenskar och ukrainare, samt mindre grupper av montenegriner, moldavier, makedonier, kroater och tadzjiker, boende i de skandinaviska länderna. Huvudspråket för gudstjänster och administration är svenska, men gudstjänster förekommer även på andra språk. Medlemsantalet i Skandinavien anges till 11 500, men siffran är svåruppskattad, då mer än hälften av kyrkans medlemmar befinner sig i Norden med oklara uppehållstillstånd. Inom NOAK fanns i januari, 2018 fyra reguljära församlingar, Gudsmoderns Beskydds församling i Stockholm (moderförsamlingen, som även var moderförsamling för NKK), Heliga Halvards och Nikolaus församling i Göteborg (tidigare Kristi Himmelsfärds församling), samt den ukrainska missionsförsamlingen i Stockholm, Heliga Jungfrumartyrerna Tro, Hopp och Kärlek och deras moder Heliga Sofia. Mindre kyrkogrupper av troende (utan egen präst) återfinns spridda över Norden, såsom i Oslo, Åbo, Malmö och Växjö.
Verksamheten leds av Igumen (Abbot) Serafim (civilt namn Matteus Maria Furemalm, tidigare präst i Svenska kyrkan 1998-2012, samt ansvarig präst och biskopsvikarie i NKK 2012-2015). Han fungerar även som Kievpatriarkatets dekan (prost) för Skandinavien, medan NOAK står under biskoplig tillsyn från Ärkebiskopen Hilarion av Rivne och Ostroh i Ukraina, vilken även är Kievpatriarkatets Exark för Västeuropa, då Kievpatriarkatet även har församlingar och andra dekanat (prosterier) i Frankrike, Tyskland, Italien, Spanien, Portugal och i Baltikum. NOAK:s Domkapitel leds av Igumen Serafim, tillsammans med kanslern, protodiakonen Petrus Michael (Catenacci), och vice kanslern hieromunken (prästmunk) Lazarus (Wilhelmsson), Göteborg, I övrigt finns tre kyrkoherdar, två i Stockholm och en i Göteborg, samt ytterligare präster och diakoner på dessa orter, totalt fem präster och diakoner. Kyrkan är medlem i olika, lokala, ekumeniska organisationer och har ställning som samverkanspart till Studieförbundet Bilda, samt har goda relationer till den Romersk-katolska kyrkan, då en del av NOAK:s ukrainska medlemmar lever i blandade äktenskap där den ena parten tillhör den Grekisk-katolska kyrkan i Ukraina, som är unierad med Rom. På grund av att Kievs patriarkat, trots sin dominerande ställning både i Ukraina och rent storleksmässigt i Europa som helhet, ännu inte erkänns av Moskvapatriarkatet som en egen kyrka, har man heller inte lyckats erhålla status som autonom eller autokefal kyrka inom den Ortodoxa kyrkans kanoniska gemenskap, även om man upprätthåller goda och nära kontakter med t ex Konstantinopelpatriarkatet samt detta patriarkats ukrainska kyrkor i USA och Canada. På grund av den tidiga förhistorien (från slutet av 900-talet, då Kievriket som första slaviska område mottog kristendomen från Konstantinopel), ser Kievpatriarkatet av idag alltså mer Konstantinopelpatriarkatet (med säte i Istanbul) som sin moderkyrka, i motsats till Moskva som först mot slutet av 1600-talet inkorporerade Kievs metropolitdöme i det då nyupprättade Moskvapatriarkatet. De oklara kanoniska förhållandena mellan NOAK:s moderkyrka i Ukraina (UOC-KP) och Moskvapatriarkatet i Ukraina (UOC-MP), har också gjort att NOAK ännu inte beviljats inträde i Sveriges Kristna Råd, men NOAK samarbetar trots detta med flera av de ortodoxa kyrkorna i Sverige, såsom den Koptiska kyrkan, den Syrisk-ortodoxa kyrkan och den Eritreansk-ortodoxa kyrkan, och man upprätthåller goda kontakter med såväl Svenska kyrkan som andra samfund i de länder man verkar.
Kyrkan har, ända sedan tiden som NKK, även ett samarbete med Equmeniakyrkan, och i Stockholm lånar man Ansgarskyrkan (Equmenia) i Lidingö Centrum för sina gudstjänster. Tidigare hade kyrkan sin verksamhet i Trefaldighetskyrkan (Equmenia) på Östermalm. Förutom gudstjänstverksamhet, bedriver NOAK barnverksamhet, kulturarrangemang, hemspråksundervisning på ukrainska, kurser i svenska för invandrare, pilgrimsresor till platser viktiga för nordisk ortodoxi och seminarier i nordisk kyrkohistoria.